# Wooleya
Wooleya é um género botânico pertencente à família Aizoaceae.